# Чемериська сільська рада (Барський район)
Чемери́ська сільська́ ра́да — адміністративно-територіальна одиниця та орган місцевого самоврядування в Барському районі Вінницької області. Адміністративний центр — село Чемериське.

## Загальні відомості
- Територія ради: 3,051 км²
- Населення ради: 1 210 осіб (станом на 2001 рік)

## Населені пункти
Сільській раді підпорядковані населені пункти:
- с. Чемериське
- с. Борщі
- с. Регентівка
- с. Стасюки
- с. Шершні

## Склад ради
Рада складається з 16 депутатів та голови.
- Голова ради: Глушко Анатолій Леонідович

### Керівний склад попередніх скликань
Примітка: таблиця складена за даними сайту Верховної Ради України

### Депутати
За результатами місцевих виборів 2010 року депутатами ради стали: